# Gregorijanske mise

Gregorijanske mise (srednjovj. lat. misse S. Gregorii), Grgurske mise, gregorijane (Gregorianae) ili velike mise su svete mise služene 30 ili 33 dana uzastopno na određenu nakanu, najčešće za duše pokojnika. Pridjevak gregorijanske dobile su po papi Grguru Velikom.

## Podrijetlo
Javljaju se u ranome srednjem vijeku (od oko VII. st.) kada je u redovničkim samostanima uvedena obveza služenja misa za pokojnu braću, uz umnažanje na obljetnicu smrti. Popularizirao ih je papa Grgur Veliki koji je, služeći svete mise trideset dana zaredom za dušu nekoga pokojnika, navodno istu time oslobodio iz čistilišta. Naime, sv. Grgur u svojim Dijalozima (knjiga IV., dijalog br. 55) navodi kako je, dok je bio opat benediktinske opatije, naložio slavljenje svetih misa za dušu preminula subrata i liječnika Justa koji se ogriješio o zavjet siromaštva. Subratu Kopiozi, koji nije znao za Grgurov nalog, a koji je prije smrti Justa upozorio na grijeh (skrivanje cekina), Just se nakon trideset dana javio u snu obavješčujući ga da je primljen u »nebesku zajednicu«.

## Praksa
Izvorno su služene trideset dana zaredom, no smatra se kako su u pučkoj pobožnosti dodana tri dana kako bi broj odgovarao broju Isusovih godina proživljenih na Zemlji. Mise se trebaju slaviti trideset dana zaredom za istoga pokojnika, no ne treba ih nužno predslaviti isti svećenik. Dopušteno ih je jedino prekinuti tijekom Vazmema trodnevlja.
Držalo ih se osobito plodnosnima ako su slavljene na oltaru sv. Grgura na rimskom Celiju ili gregorijanskim oltarima koje je Sveta Stolica imenovala povlaštenima.
Od XIII. st. postoje i zapisi o pjevanim gregorijanskim misama. Popularnost pobožnosti raste u kasnome srednjem vijeku, sa sve učestalijim sastavljanjem oporuka, koje su često sadržavale i dio sredstava namijenjenih za služenje gregorijanskih misa. Takvi se primjeri nalaze u oporukama (testamentum) splitskih obrtnika iz XV. st.
Gregorijanske mise služene su i na nakanu otkupa kršćana iz osmanskoga roblja među franjevcima u Bosni i Hercegovini.

## Crkveno učiteljstvo
Sveta Kongregacija Oprosta izjavila je 11. veljače 1884.:
»Pouzdanje, kojim vjernici drže da Grgurske mise (po primjeru sv. Grgura Velikoga) po privoljenju i blagonaklonosti božanskoga milosrđa jesu posebno djelotvorne za oslobođenje duše od muka čistilišta, jest pobožno i pametno; pa i običaj da se te mise izgovaraju, u Crkvi je odobreno.«